# TV-året 2022

## Händelser
- 5 februari–12 mars – Melodifestivalen.[1]

## TV-seriestarter
- 13 januari – premiär för den amerikanska actionkomedin Peacemaker.[2]
- 6 april – premiär för den svenska dramakomediserien Likea av Felicia Danielsson och Vera Herngren på C More.
- 5 maj – premiär för den svenska dramaserien Clark på Netflix.[3]
- 31 oktober – premiär för den svenska dramaserien Nattryttarna på C More.[4]

## Avlidna
- 28 januari – Inger Säfwenberg, 81, svensk TV-producent och programledare (Sånt är livet).[5]
- 22 februari – Ing-Margret Lackne, 88, svensk redaktör och hallåman i Sveriges Radio samt programpresentatör i Sveriges Television.[6]
- 15 mars – Kjell Andersson, 73, svensk sportjournalist, kommentator och programledare (Sportspegeln, Sportnytt).[7]
- 17 mars – Peter Bowles, 85, brittisk skådespelare (Ombytta roller, Ett gott skratt..., Victoria).[8]
- 10 maj – Kjell Lönnå, 85, svensk körledare och programledare (Allsångskonsert, Sången är din, Lekande lätt, Musik, musik! Lönnå i Tonhallen, Lönnå med gäster).[9]
- 15 maj – Lars Hansson, 77, svensk skådespelare (De lyckligt lottade, Ärliga blå ögon).[10]
- 18 augusti – Josephine Tewson, 91, brittisk skådespelare (Skenet bedrar).[11]
- 11 oktober – Angela Lansbury, 96, brittisk skådespelare (Mord och inga visor).[12]
- 13 oktober – Jan Lorentzon, 82, svensk sportjournalist, kommentator och programledare (Sportnytt, Sportspegeln).[13]
- 14 oktober – Robbie Coltrane, 72, brittisk skådespelare (Cracker).[14]